# Банк Сан-Джорджо
Банк свято́го Гео́ргия (итал. Banco di San Giorgio), по данным некоторых источников, является первым в мире коммерческим банком; учреждён объединением менял в Генуе в 1407 году и помещался в средневековом палаццо Сан-Джорджо. Изначально назывался Officium comperarum или Casa di San Giorgio.
Во главе финансового учреждения стояло четыре консула, состоявших в дружественных либо родственных отношениях с ведущими семействами генуэзской аристократии. По этой причине банк финансировал многие генуэзские колонии. В Кафе (Крым) филиал действовал в 1415—1475 годах. После падения Константинополя именно банк осуществлял непосредственное управление генуэзскими владениями на Корсике и в Газарии. В 1492 году представители банка основали на Корсике город Аяччо. Семейство Гизольфи, с 1419 по 1482 год владевшее колонией Матрега на Таманском полуострове, также отчитывалось перед банком о том, как оно управляло торговыми факториями в Северном Причерноморье.
В пору своего расцвета банк охотно выдавал ссуды венценосным особам, таким как католические короли и император Карл V. Однако, пожалуй, самым знаменитым клиентом банка был Христофор Колумб.
Банк прекратил своё существование в 1805 году после Итальянской кампании Наполеона.